# Mynet
Mynet — турецкий интернет-портал. Первый в Турции портал на турецком языке. Основан в 1998 году. Слоган портала «Интернет — это ты» (тур. İnternet Sensin).
Аудитория портала — 25 млн человек. На сайте более 40 сервисов. Турецкие пользователи чаще всего на сайте пользуются игровой платформой. Для поиска сайт с января 2007 года использовал поисковую систему Google, а с сентября 2012 сотрудничает с Яндексом. По данным ComScore на ноябрь 2011 года на сайте в среднем обрабатывается около 1 млн поисковых запросов (6 место в Турции).